# 近藤駿介 (内務官僚)

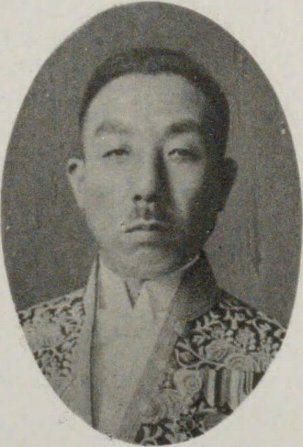
近藤駿介

近藤 駿介（こんどう しゅんすけ、1890年（明治23年）12月17日 - 1966年（昭和41年）4月30日）は、日本の内務官僚。県知事、南洋庁長官。

## 経歴
長崎県出身。呉服商・近藤九右衛門の五男として生まれる。長崎県立中学猶興館、第五高等学校を経て、1916年5月、東京帝国大学法科大学政治学科を卒業。1915年10月、文官高等試験に合格した。
1916年5月、内務省に入り警視庁警部として保安部保安課に配属された。以後、総監官房文書課審査係長、保安部保安課長、日本橋堀留警察署長、芝三田警察署長、深川西平野警察署長などを歴任。
1921年7月、高知県内務部商工水産課長に就任。以後、同県教育課長、東京府内務部学務兵事課長、同府視学官、同学務部長、山口県書記官・警察部長、警視庁書記官・衛生部長、同保安部長、青森県書記官・内務部長、京都府書記官・内務部長などを歴任。
1934年4月、福井県知事に就任。さらに、長野県・石川県・熊本県の各知事を務めた。1940年4月、南洋庁長官に就任し、1943年11月まで在任。その後、興生会理事長となる。
戦後に公職追放となり、1951年8月に解除された。

## 栄典
- 1940年（昭和15年）8月15日 - 紀元二千六百年祝典記念章[1]